# Бернуј
Бернуј (фр. Bernouil) насеље је и општина у источном делу централне Француске у региону Бургоња, у департману Јон која припада префектури Авалон.
По подацима из 2011. године у општини је живело 124 становника, а густина насељености је износила 27,25 становника/km². Општина се простире на површини од 4,55 km². Налази се на средњој надморској висини од 221 метар (максималној 259 m, а минималној 119 m).

## Демографија
| 1962. | 1968. | 1975. | 1982. | 1990. | 1999. | 2011. |
| ----- | ----- | ----- | ----- | ----- | ----- | ----- |
| 116   | 124   | 115   | 108   | 117   | 123   | 124   |

График промене броја становника у току последњих година